# Llac Hillier
El llac Hillier és un llac salat a la costa de l'illa Middle, la més gran de l'arxipèlag de Recherche a la regió de Goldfields-Esperance, prop de la costa sud d'Austràlia Occidental. Destaca especialment pel seu color rosat. Una ribera llarga i prima divideix l'oceà Antàrtic (segons algunes definicions, l'oceà Índic) del llac.

## Descripció
El llac Hillier fa uns 600 metres de llargada i uns 250 metre d'amplada. El llac està envoltat per una vora de sorra i un bosc dens de melaleuca i eucaliptus amb una estreta franja de dunes de sorra cobertes per vegetació que separa el seu costat nord de la costa nord de Middle Island. La característica més destacada del llac és el seu color rosa llampant. El color és permanent i no canvia quan s'agafa aigua en un recipient. Es creu que el color rosa es deu a la presència de les algues Dunaliella salina. El Projecte Extreme Microbiome, que forma part de l'Associació d'Instal·lacions de Recursos Biomoleculars (ABRF) del Grup de Recerca en Metagenòmica (MGRG), ha realitzat una anàlisi metagenòmica al llac per trobar Dunaliella, així com Salinibacter ruber, Dechloromonas aromatica i algunes espècies de Archaea.

## Història

### Descobriment europeu i ús
L'expedició de Matthew Flinders va visitar el llac Hillier el 15 de gener del 1802. Les entrades del diari de Flinders es consideren els primers registres escrits del llac. Flinders va veure el llac rosa després de pujar al cim més alt de l'illa (ara anomenat Flinders Peak), i va descriure el llac així:
A la part nord-est hi havia un petit llac de color rosa, l'aigua del qual, segons em va informar el senyor Thistle, que el va visitar, estava tan saturada de sal que en cristal·litzava prou prop de les vores com per carregar un vaixell. L'exemplar que va portar-ne a bord era de bona qualitat i no va necessitar cap altre procés que l'assecat per tal de ser apte per a ser usada.
Flinders va tornar a visitar Middle Island el maig del 1803 amb la intenció "d'aturar-se un o dos dies a Goose-Island Bay, amb l'objectiu d'aconseguir oques per als malalts, oli de foca per als llums i uns quants barrils de sal del llac de Middle Island". Es diu que Flinders va batejar el llac amb el nom de William Hillier, un membre de la tripulació del Investigator que va morir de disenteria el 20 de maig de 1803, abans de la sortida de l'expedició de Middle Island.
El 1889, Edward Andrews va investigar les possibilitats comercials de produir sal del llac Hillier, i es va traslladar breument a l'illa amb els seus dos fills. En van marxar després de treballar els dipòsits de sal durant aproximadament un any.
El llac va ser objecte d'extracció de sal durant el segle XIX. L'empresa minera va fer fallida per diverses raons, com ara "la toxicitat de la sal recollida per al consum".

## Formes de vida

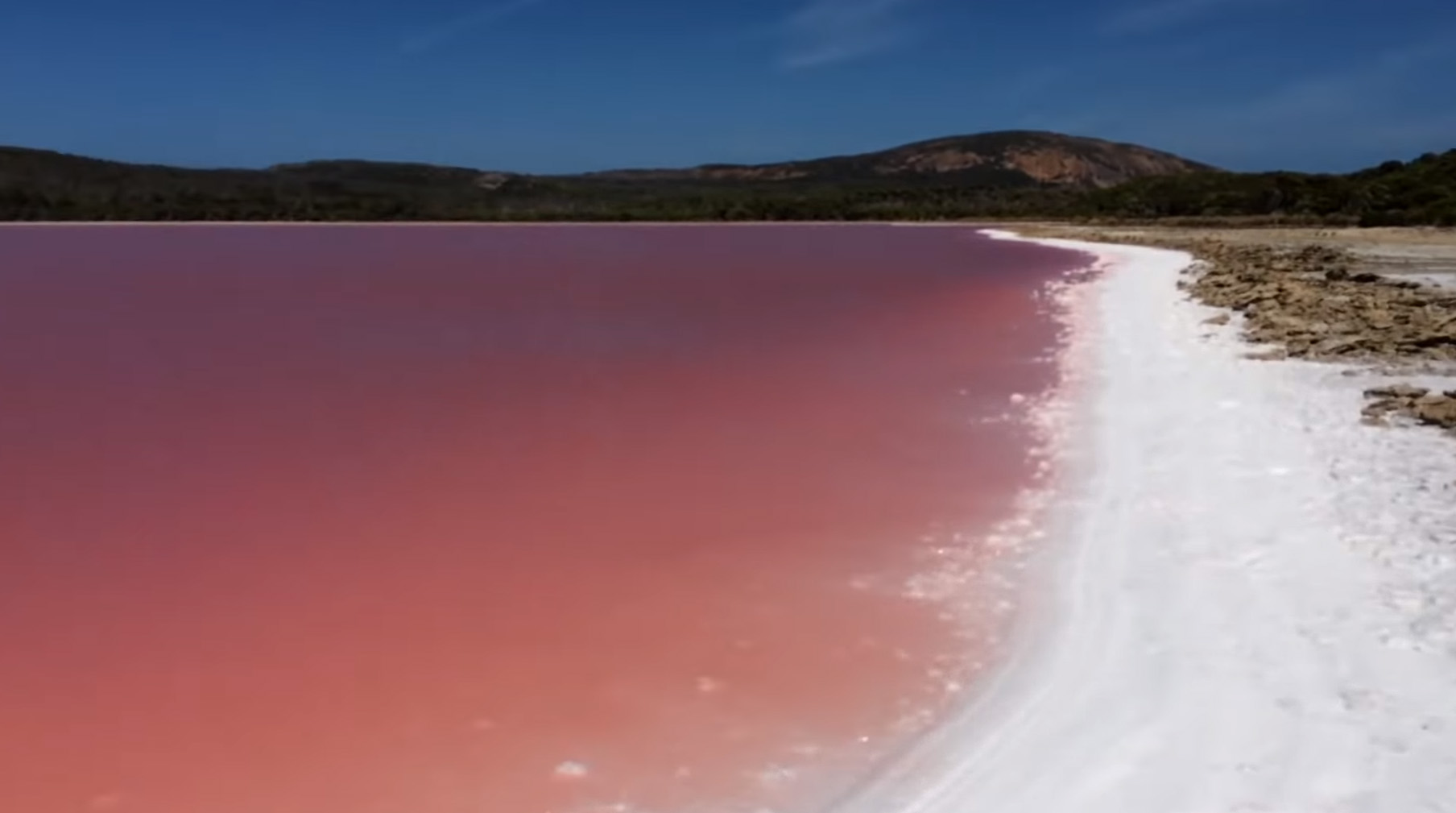
Riba del llac Hillier

Els únics organismes vius del llac Hillier són microorganismes com la Dunaliella salina, algues vermelles que fan que el contingut de sal del llac creï un colorant vermell que ajuda a produir el color rosat, així com bacteris halòfils vermells, o halobacteris, presents a les escorces de sal. Malgrat la tonalitat inusual, el llac no presenta efectes adversos coneguts sobre els humans. Des de sobre, el llac sembla ser rosa xiclet, però des de la vora sembla més aviat d'un to rosat clar. La riba està coberta de dipòsits de sal. El 2016, científics del Projecte Microbioma Extrem van realitzar una seqüenciació extensa del microbioma i de l'ADN metagenòmic i van detectar Haloquadratum, Haloferax, Salinibacter, Halobacteris, Halogeometricum i altres organismes halòfils. El cultiu de l'aigua també va revelar una concentració baixa de Psychroflexus.

## Seguretat i accessibilitat
Malgrat els alts nivells de sal (comparables als de la Mar Morta), al llac Hillier s'hi pot nedar amb seguretat. Tanmateix, no és recomanable ni es permet sense l'aprovació prèvia del Departament de Conservació del Medi Ambient d'Austràlia Occidental.
Hi ha molt poques maneres d'arribar al llac Hillier. Els vols panoràmics en avió són el mitjà més comú, amb sis vols al dia que surten de l'aeroport d'Esperance i sobrevolen el llac Hillier i el parc nacional de Cape Le Grand. Els creuers també són una opció per als passatgers que volen visitar el llac i la zona forestal del voltant.

## Estatus d'àrea protegida
El 2012, el llac Hillier es va incloure dins els límits de la Reserva Natural de l'Arxipèlag de Recherche. Des de l'any 2002, el llac es considera una zona humida d'"importància subregional".